# Station Saint-Jean-sur-Veyle
Station St-Jean-sur-Veyle is een spoorwegstation in de Franse gemeente Saint-Jean-sur-Veyle. Het station is gesloten.

## Foto's

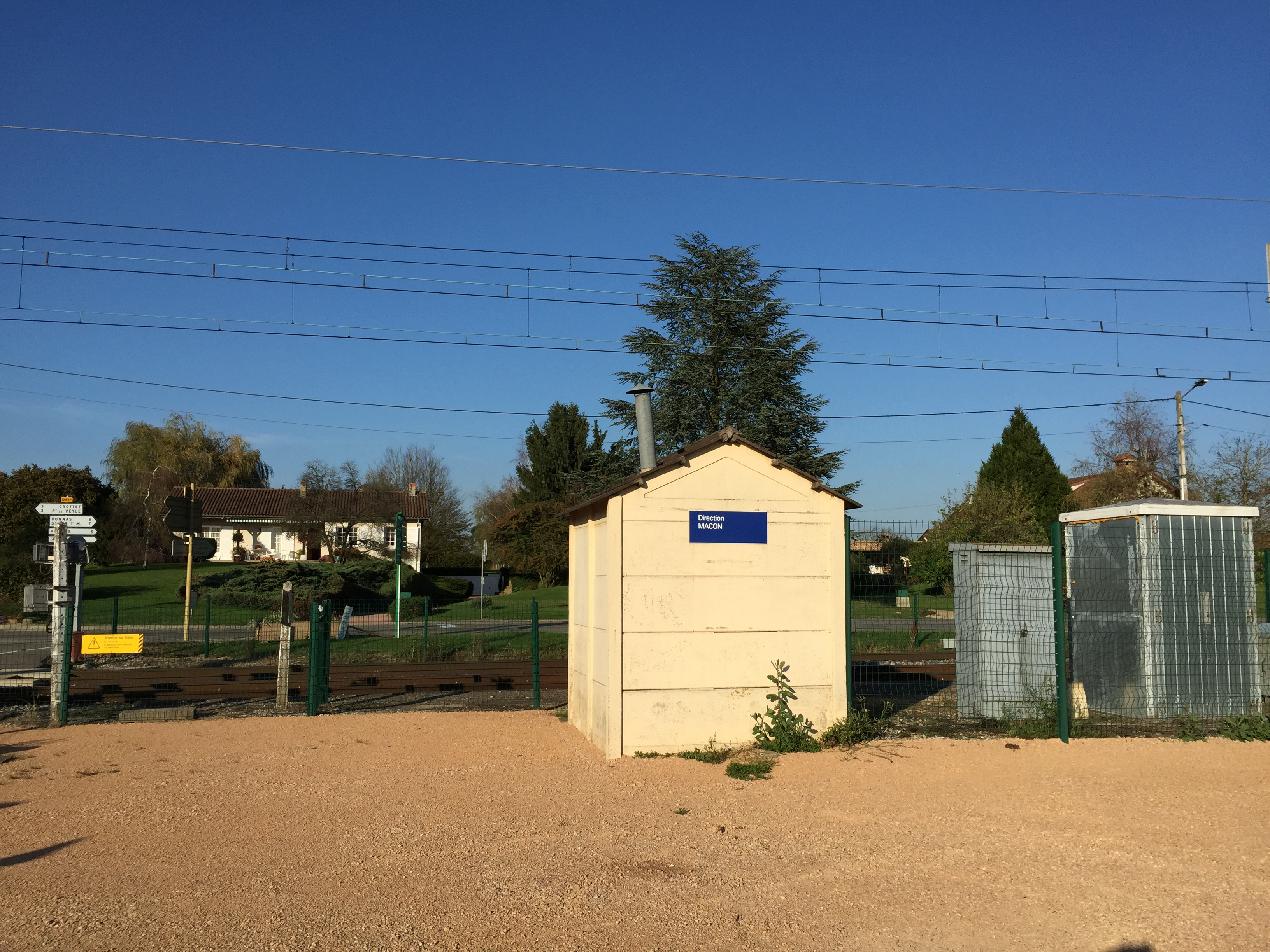